# Notre-Dame-de-Lourdes
Notre-Dame-de-Lourdes è un comune del Canada, situato nella provincia del Québec, nella regione di Lanaudière.